# Jonegarden på Hustveit
Jonegarden på Hustveit är en museigård som ligger i Sauda kommun, ovanför Riksväg 520 ungefär mitt emellan Ropeid och Sauda. Jonegarden var det ena av de två jordbruk, som bedrevs på Hustveit. Jonegarden ingår i Ryfylkemuseet.
Jonegarden har brukats inom samma familj från 1600-talet fram till 1987.
Byggnaderna på Jonegarden har iståndsatts så att de har den utformning de hade i slutet av 1800-talet. Ladan har flyttats från Tysseland, men står på grunden för den ursprungliga ladan på gården. 
Vid Kvednafossen, en bit bort längs den gamla vandringsvägen mellan Ilstad och Honganvik, finns en mindre anläggning med kvarnhus, sädestork, såg och bostadshus. 
Huvudbyggnadens inventarier är de ursprungliga. 
Mellankrigstidens och 1940-talets modernisering inom jordbruket berörde inte Jonegarden. Där användes aldrig konstgödsel eller motoriserade redskap. Jordbruksmarken kring gården klassificeras idag som skyddsvärt kulturlandskap.